# Udjan
Udjan (in armeno Ուջան?, conosciuto anche come Ujan) è un comune dell'Armenia di 2 707 abitanti (2001) della provincia di Aragatsotn.
Nella cittadina è presente una statua del generale Andranik, eroe nazionale armeno.